# Тужурка

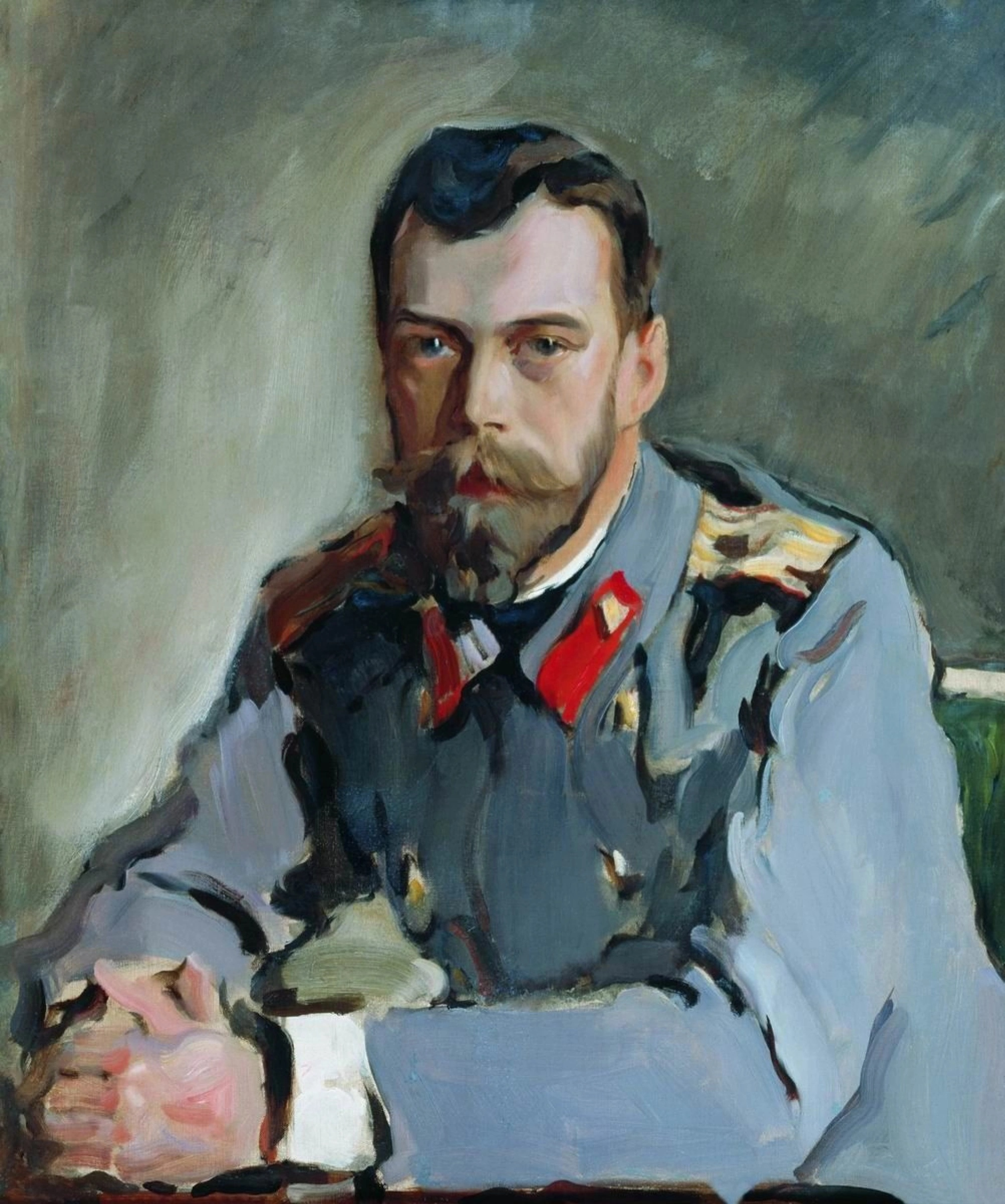
Николай II — Государь в тужурке. Серов В. А.

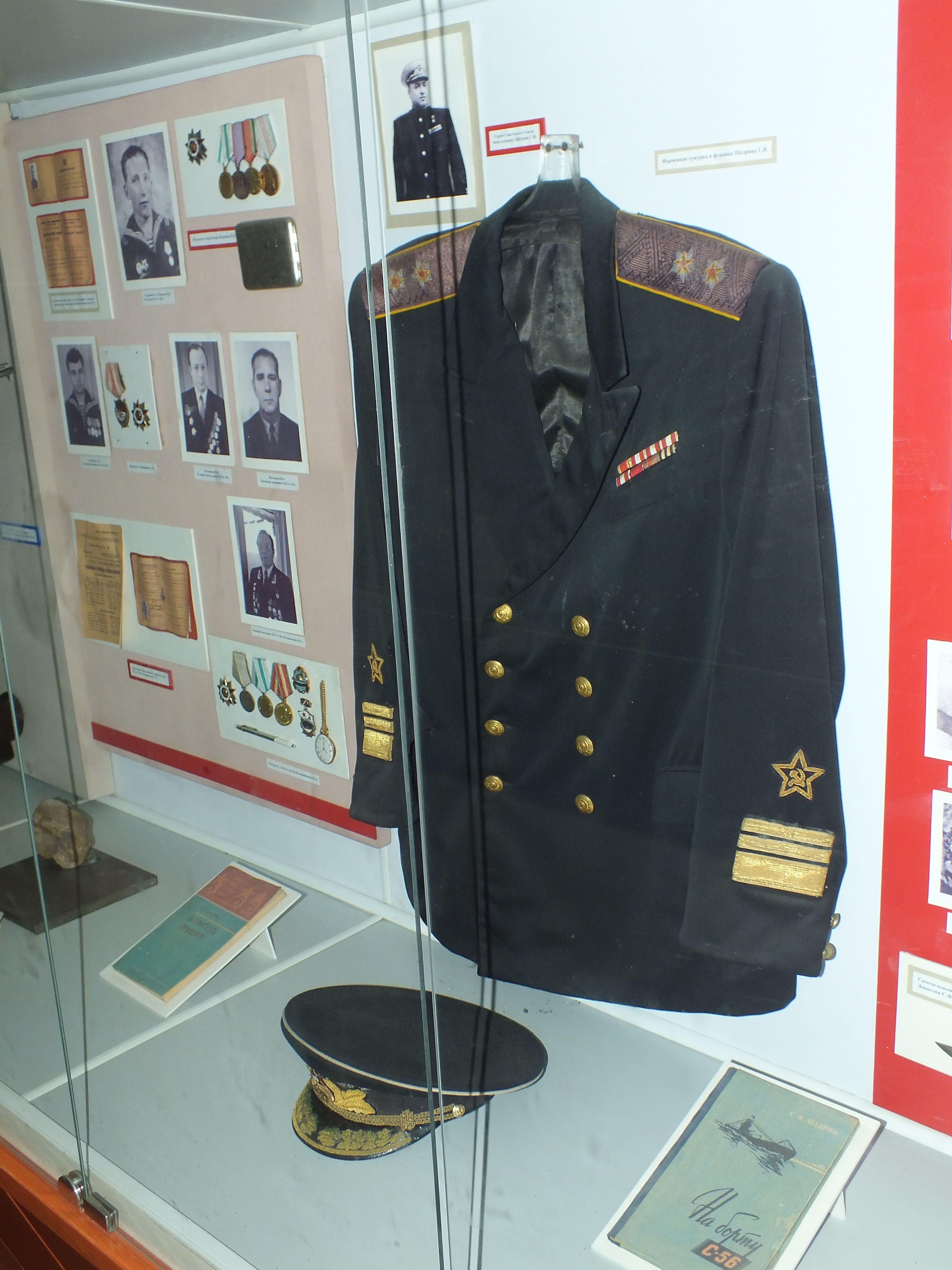
Тужурка и фуражка Героя Советского Союза вице-адмирала Щедрина, командира подводной лодки С-56

Тужу́рка (от фр. toujours — «всегда», досл. «все дни») — верхняя мужская форменная одежда длиной до середины бедра. Двубортная (с двумя рядами пуговиц), из суконной ткани, чаще всего чёрного цвета.
Во второй половине XIX — начале XX века в России была частью студенческой униформы и корабельной формой одежды морских офицеров. В настоящее время относится к одним из основных предметов военного обмундирования в России.
Термин произошёл от французского слова тужур (toujours), а прибавление обычного в таких словах суффикса «-ка» (например, кеп-ка, жилет-ка, шап-ка) создало в русском языке новое название тужурка, то есть повседневная одежда. Это название существовало уже в первой половине XIX века в бытовом языке для определения гражданской мужской куртки, позднее получившей общий термин — пиджак. Таким образом, нет особой разницы между двубортным гражданским пиджаком и двубортной тужуркой.
В русском дореволюционном флоте впервые такая двубортная форменная одежда, официально называвшаяся «укороченное пальто», была введена вместо сюртука в 1884 году офицерскому составу для более удобного выполнения служебных обязанностей на корабле.
В 1886 году тужурка серо-голубого цвета была введена как внеслужебная форма одежды и в русской армии. Генеральские армейские тужурки носились с лацканами красного цвета. Тужурка имела гладкую спинку, отложной воротник и двенадцать пуговиц — по шесть с борта.
В Красном Флоте впервые черные тужурки были выданы комсоставу флота в 1920 году, а в сентябре 1921 года утверждены Реввоенсоветом республики, как парадная форма одежды вплоть до введения мундиров в 1943 году.
Тужуркой также называется двубортный военно-морской открытый мундир.